# Person der Zeitgeschichte
Die Person der Zeitgeschichte ist ein Begriff der deutschen Rechtsprechung und Rechtswissenschaft bei der Abwägung zwischen dem allgemeinen Persönlichkeitsrecht, insbesondere dem Recht am eigenen Bild, und dem Informationsinteresse der Öffentlichkeit. Durch die Caroline-Urteile wurde diese Rechtsfigur im Wesentlichen aufgegeben.

## Beschreibung
Das Recht am eigenen Bild ist im deutschen Gesetz betreffend das Urheberrecht an Werken der bildenden Künste und der Photographie (Kunsturheberrechtsgesetz, kurz: KunstUrhG bzw. KUG) in §§ § 22, § 23 geregelt. Grundsätzlich darf das Bildnis einer Person gemäß § 22 KUG nur mit ihrer Einwilligung veröffentlicht werden.
Ausnahmen von diesem Einwilligungsvorbehalt sind in § 23 KUG geregelt, wie z. B. bei einem „Bildnis aus dem Bereich der Zeitgeschichte“. Bis zum Jahre 2004 nahm die deutsche Rechtsprechung an, dass ein Bildnis aus dem Bereich der Zeitgeschichte dann vorliege, wenn in ihm eine „absolute“ oder „relative“ Person der Zeitgeschichte abgebildet wurde. „Absolute Personen der Zeitgeschichte“ standen durch ihr gesamtes Wirken dauerhaft im Blickpunkt der Öffentlichkeit, wie zum Beispiel Angehörige aus Königshäusern und berühmte Wissenschaftler. Zu den „relativen Personen der Zeitgeschichte“ zählten oftmals Schauspieler, Sportler, Showgrößen und Prozessbeteiligte. Die Wiedergabe und Abbildung der relativen Personen der Zeitgeschichte sollte nur im Rahmen der im öffentlichen Interesse stehenden Ereignisse erfolgen.
Diese Unterscheidung wurde jedoch vom Bundesgerichtshof (BGH) nach einem Urteil des Europäischen Gerichtshofs für Menschenrechte (EGMR) aus dem Jahre 2004 aufgehoben. Seitdem wird die Frage, ob ein Bildnis aus dem Bereich der Zeitgeschichte vorliegt, durch Abwägung zwischen der Meinungsfreiheit und dem Persönlichkeitsrecht der betroffenen Person vorgenommen. Diese neuere deutsche Rechtsprechung wurde im Jahre 2012 vom EGMR bestätigt.